# Samba Balloon

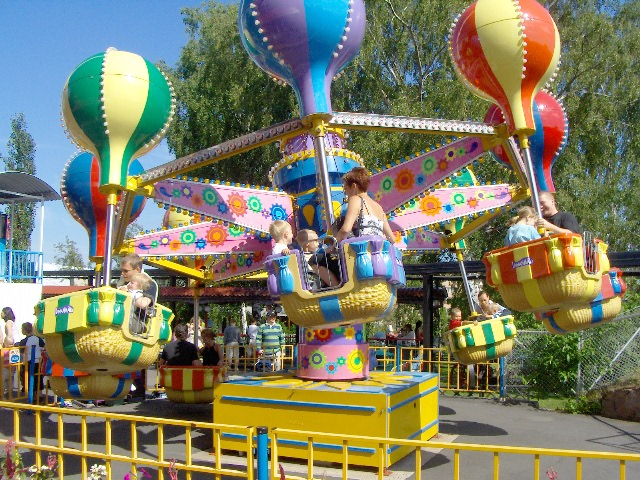
Pallokarusselli in Linnanmäki in Helsinki

Samba Balloon ist ein Fahrgeschäft des italienischen Herstellers Zamperla. Fahrgeschäfte dieses Typs sind in vielen Parks anzutreffen. Das Zielpublikum sind Kinder und Heranwachsende, weniger Erwachsene.

## Technik
Das Fahrgeschäft verfügt über einen Antrieb aus Drehstrommotoren und Hydraulikzylindern. Zentrales Element ist, analog zum Wellenflug, ein geknickter Hauptmast, welcher sich entgegen der Fahrtrichtung dreht. Das Gondelkreuz, welches von einem separaten Motor angetrieben wird, wird nach Fahrtbeginn mittels der hydraulischen Zylinder angehoben, bis die durch die Mastform bedingte, gekippte Endposition erreicht wurde. Der Gesamtanschlusswert beträgt laut Hersteller 42 kW.

## Unterschiedliche Ausprägungen

### Ballon Race

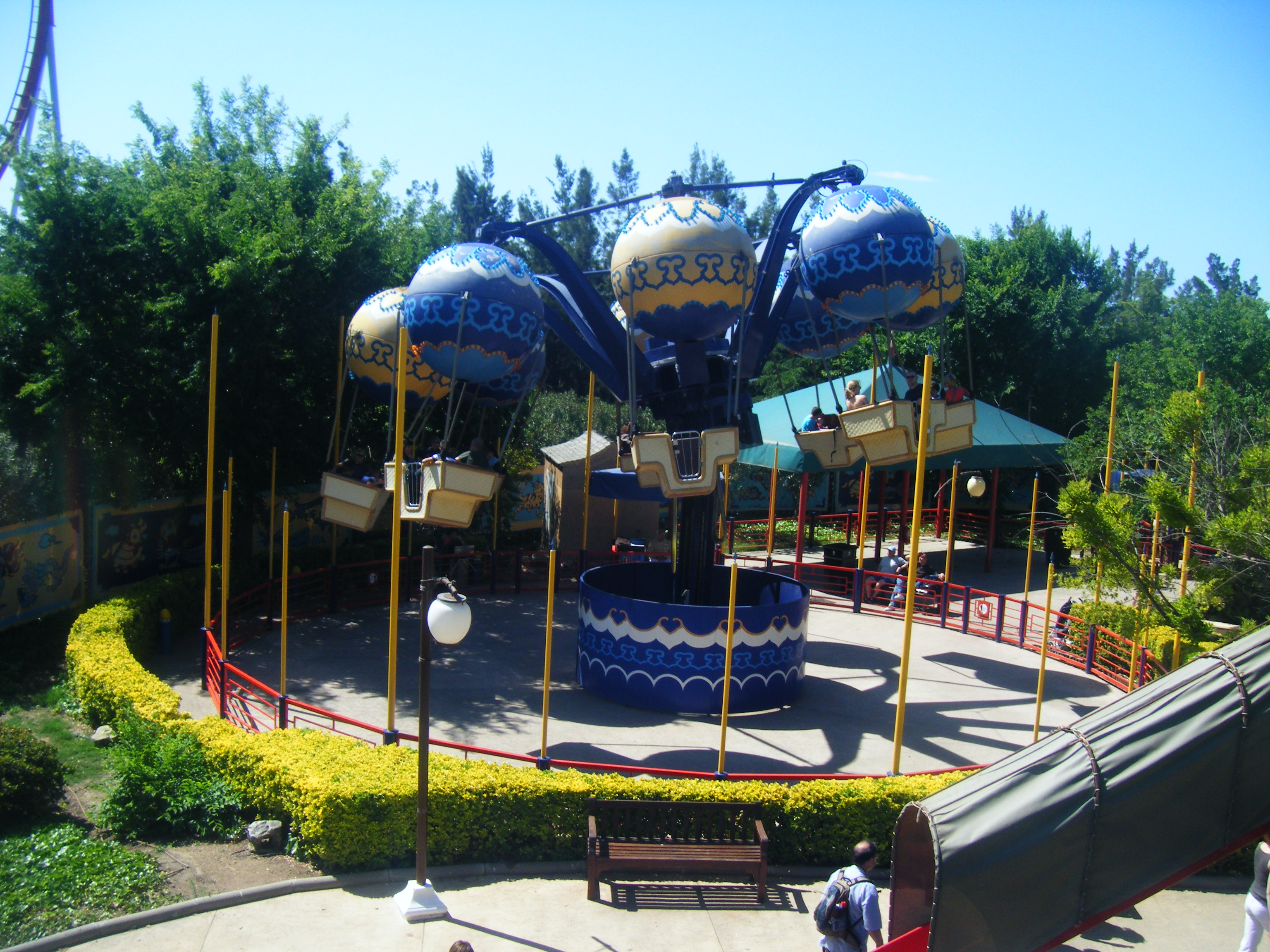
Globus in Port Aventura als Balloon Race

Der Balloon Race ist größer als der Samba Balloon. Er hat eine größere Rotationsfläche und kann bis zu ca. 5 m angehoben werden. Die Gondeln schwingen weit hinaus.

### Samba Tower
Dieses Fahrgeschäft ist eine Kombination aus Aussichtsturm und dem Samba Balloon. Der Turm ist üblicherweise ca. 15 m hoch und das Design ist nicht nur auf die Ballons beschränkt, sondern auch z. B. als Hubschrauber verfügbar.